# إيلي ويتني
إيلي ويتني (بالإنجليزية: Eli Whitney) (من 8 من ديسمبر 1765م حتى 8 من يناير عام 1852م) هو مخترع أمريكي اشتهر باختراع محلج القطن. وكان محلج القطن واحدًا من الاختراعات الرئيسة لـلثورة الصناعية وساهم في تشكيل اقتصاد الجنوب قبل الحرب. حوَّل اختراع ويتني القطن القصير الذي ينمو في المرتفعات إلى محصول مُربِح، مما أدى إلى تدعيم الأساس الاقتصادي للعبودية في الولايات المتحدة (بغض النظر عن نية ويتني وإذا أراد ذلك أم لم يكن يريده). وبالرغم من عِظم التأثير الاجتماعي والاقتصادي لاختراع ويتني، إلا أنه خسر كثيرًا من الأرباح في المعارك القانونية حول التعدي على براءة اختراع محلج القطن. بعد ذلك، حوَّل ويتني انتباهه إلى تأمين عقود مع الحكومة ليقوم بتصنيع البنادق القصيرة للجيش القاري الذي كان لا يزال في طور التشكيل في تلك الفترة. واستمر في تصنيع واختراع الأسلحة حتى وفاته عام 1825م.

## بداية حياته وتعليمه

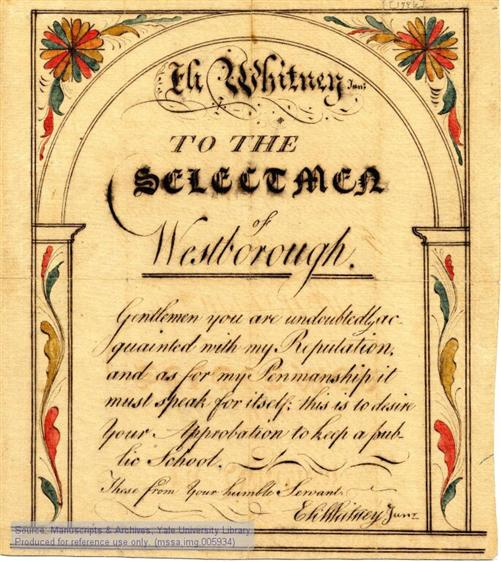
طلب مكتوب من ويتني إلى الممثلين المنتخبين في ويستبورو، ماساتشوستس ، لتشغيل مدرسة عامة، مع عينة من خط يده

ولد ويتني في ويستبورو،خليج ماساشوستس في 8 ديسمبر، عام 1765،وهو الولد الأكبر سناً في عائلة مستر إيلي ويتني، المزارع الناجح، وزوجته إليزابيث فاي، وهي أيضاً من ويستبورو.
أم ويتني، إليزابيث فاي ماتت في عام 1777،عندما كان في سابعة من عمره. بدأ وفي عمر 14 عمل صناعة المسامير المربح في ورشة أباه خلال حرب الاستقلال الأمريكية.

## كتابات أخرى
1. ↑  "Elms and Magnolias: The 18th century". Manuscripts and Archives, Yale University Library. 16 أغسطس 1996. مؤرشف من الأصل في 2019-06-23. اطلع عليه بتاريخ 2008-03-19.
2. ↑  "Westborough Deaths". Massachusetts Vital Records to 1850. New England Historic Genealogical Society. 2001–2008. ص. 275. مؤرشف من الأصل في 2010-09-27. اطلع عليه بتاريخ 2010-04-17.
3. ↑  MIT Inventor of the Week archive profile. From a website funded and administered by جائزة لملسون ومعهد ماساتشوستس للتكنولوجيا  [لغات أخرى]‏. Accessed March 18, 2008. نسخة محفوظة 28 مايو 2013 على موقع واي باك مشين.

- Battison, Edwin. (1960). "Eli Whitney and the Milling Machine." Smithsonian Journal of History I.
- Cooper, Carolyn, & Lindsay, Merrill K. (1980). Eli Whitney and the Whitney Armory.
- Whitneyville, CT: Eli Whitney Museum.
- Dexter, Franklin B. (1911). "Eli Whitney." Yale Biographies and Annals, 1792–1805. New York, NY: Henry Holt & Company.
- Hall, Karyl Lee Kibler, & Cooper, Carolyn. (1984). Windows on the Works: Industry on the Eli Whitney Site, 1798–1979.
- Hamden, CT: Eli Whitney Museum
- Lakwete, Angela. (2004). Inventing the Cotton Gin: Machine and Myth in Antebellum America. Baltimore, MD: Johns Hopkins University Press.
- Smith, Merritt Roe. 1973. "John H. Hall, Simeon North, and the Milling Machine: The Nature of Innovation among Antebellum Arms Makers." Technology & Culture 14.
- Woodbury, Robert S. (1960). "The Legend of Eli Whitney and Interchangeable Parts." Technology & Culture 1.
- Iles، George (1912). Leading American Inventors. New York: Henry Holt and Company. ص. 75–103. مؤرشف من الأصل في 2023-03-14.
- McL. Green, Constance – Edited by Oscar Handlin. (1956). Eli Whitney & the The Birth of American Technology. Library of American Biography series.

## وصلات خارجية
- إيلي ويتني على موقع الموسوعة البريطانية (الإنجليزية)
- إيلي ويتني على موقع إن إن دي بي (الإنجليزية)
- The Eli Whitney Museum
- Eli Whitney Biography on at Whitney Research Group
- Inventor of the Week: Eli Whitney (MIT)
- Entry in New Georgia Encyclopedia
- Chisholm, Hugh, ed. (1911). "Whitney, Eli" . Encyclopædia Britannica (بالإنجليزية) (11th ed.). Cambridge University Press.
- Letter from Eli Whitney to his Father regarding his invention of the cotton gin, September 11, 1793
- Letter from Thomas Jefferson to Eli Whitney, Jr. regarding his cotton gin patent, November 16, 1793
- Obituary for Eli Whitney, in Niles Weekly Register, January 25, 1825